# Han'yō
Gli Han'yō (半妖? lett. "per metà soprannaturale") sono creature del folclore giapponese originate dall'unione tra uno yōkai (creatura "completamente" soprannaturale) ed un essere umano. Spesso sono considerati, per disprezzo o per timore, dei reietti da entrambe le razze. Sono paragonabili (seppur lontanamente) ai semidei greci, figlie di dei ed umani. Il termine viene tradotto in italiano come "mezzo demone" o anche "mezzo spettro" (quest'ultima forma è usata nei manga editi da Star Comics).

## Il mito
La figura dello han'yō è relativamente recente ed ha conosciuto una notevole diffusione soprattutto grazie a manga, anime e videogiochi.
Nella tradizione più antica tali figure erano rarissime in quanto si riteneva che la maggior parte degli yōkai si cibasse degli esseri umani e quindi un figlio nato dalla loro unione era poco probabile. A questo fanno però eccezione creature come i tanuki e le kitsune, ritenute yōkai relativamente innocui e capaci di assumere sembianze umane, rendendo quindi plausibile la generazione di mezzosangue, solitamente in possesso di poteri sovrannaturali e tratti demoniaci che incutevano timore e li rendevano invisi alla società umana. Molti personaggi storici famosi come "maghi" erano quindi considerati discendenti di una kitsune e di un uomo, come ad esempio Abe no Seimei, un famoso onmyōji dell'epoca Heian.

## Presenza nella cultura di massa moderna
- Inuyasha, protagonista dell'omonimo manga/anime di Rumiko Takahashi, è uno han'yō cane.
- Setsuna Sakurazaki, personaggio del manga/anime Negima: Magister Negi Magi è una han'yō nata dall'unione di un tengu e un'umana.
- Sha Gojyo, protagonista del manga/anime Saiyuki di Kazuya Minekura, è una versione han'yō di Sha Wujing (che in giapponese si legge appunto Sha Gojyo), protagonista della leggenda cinese Viaggio in Occidente di Wú Chéng'ēn, più famosa col nome giapponese di Saiyuki.
- Yusuke Urameshi, protagonista del manga/anime Yu degli spettri di Yoshihiro Togashi, è uno han'yō in quanto discendente di un demone di nome Raizen.
- Rin Okumura, protagonista del manga/anime Blue Exorcist di Kazue Kato, è uno han'yō siccome è figlio di Satana e di una umana.
- Dampyr: nel numero 184 del fumetto horror italiano edito dalla Sergio Bonelli Editore, intitolato "I dimenticati", il protagonista Harlan Draka, coadiuvato dal suo amico ed ex-yakuza Kenshin, devono affrontare una guarnigione di han'yō (metà demoni e metà samurai) rimasta come presidio militare sull'isola di Kaze Jima dalla seconda guerra mondiale.
- Nezumi-Okoto: personaggio secondario del manga anime Kitaro dei cimiteri di Shigeru Mizuki.